# Mórichida
Mórichida ist eine ungarische Gemeinde im Kreis Tét im Komitat Győr-Moson-Sopron.

## Geografische Lage
Mórichida liegt gut 25 Kilometer südwestlich des Komitatssitzes Győr und 7 Kilometer westlich der Kreisstadt Tét am rechten Ufer des Flusses Marcal. Nachbargemeinden sind Árpás und Rábaszentmiklós.

## Sehenswürdigkeiten
- Evangelische Kirche, erbaut 1789
- Römisch-katholische Kirche St. Jakobus (Szent Jakab apostol templom), ursprünglich erbaut 1251, zwischen Mórichida und Árpás gelegen
- Weinberg mit historischen Weinkellern vom Anfang des 19. Jahrhunderts

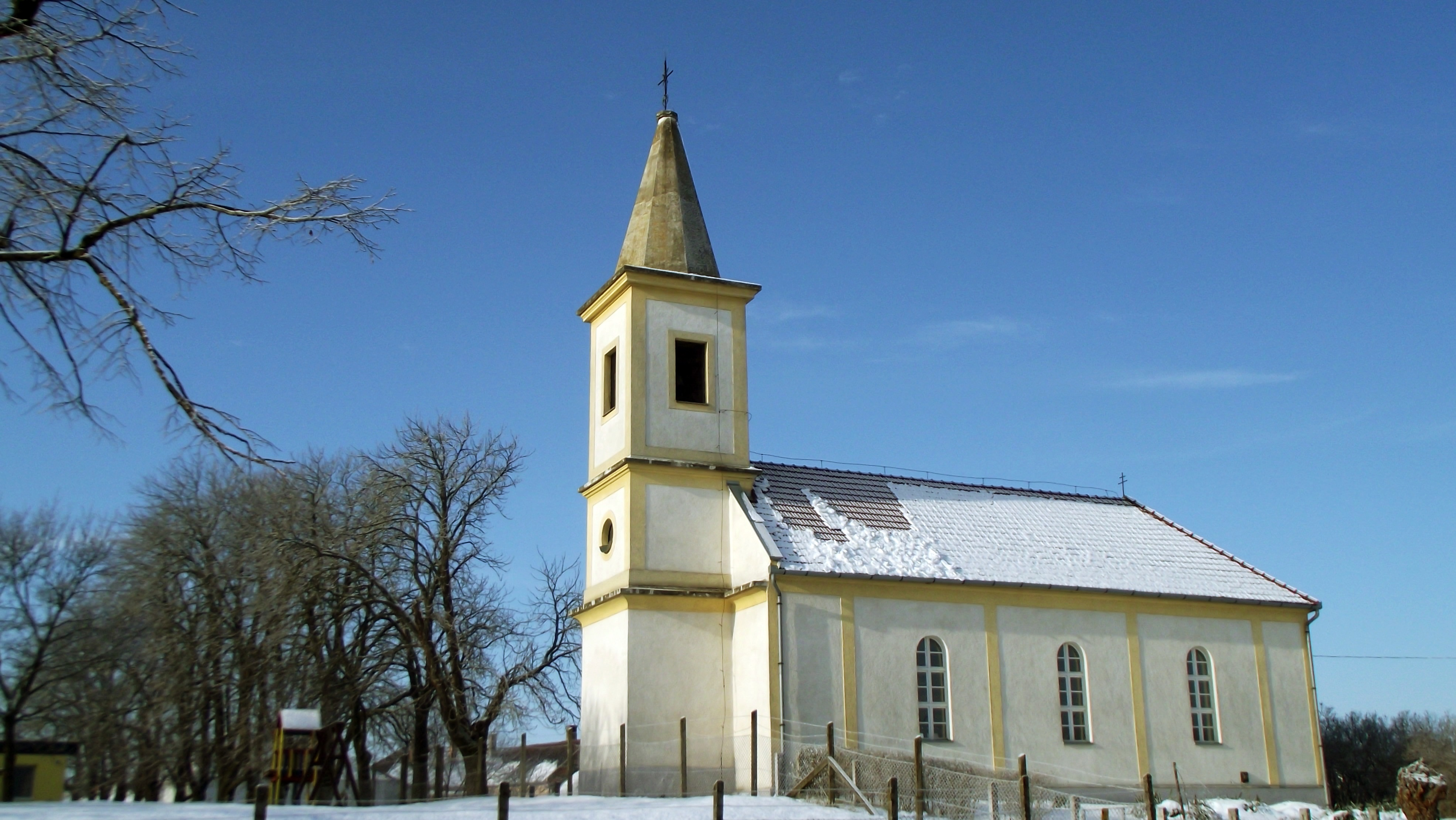
Evangelische Kirche in Mórichida
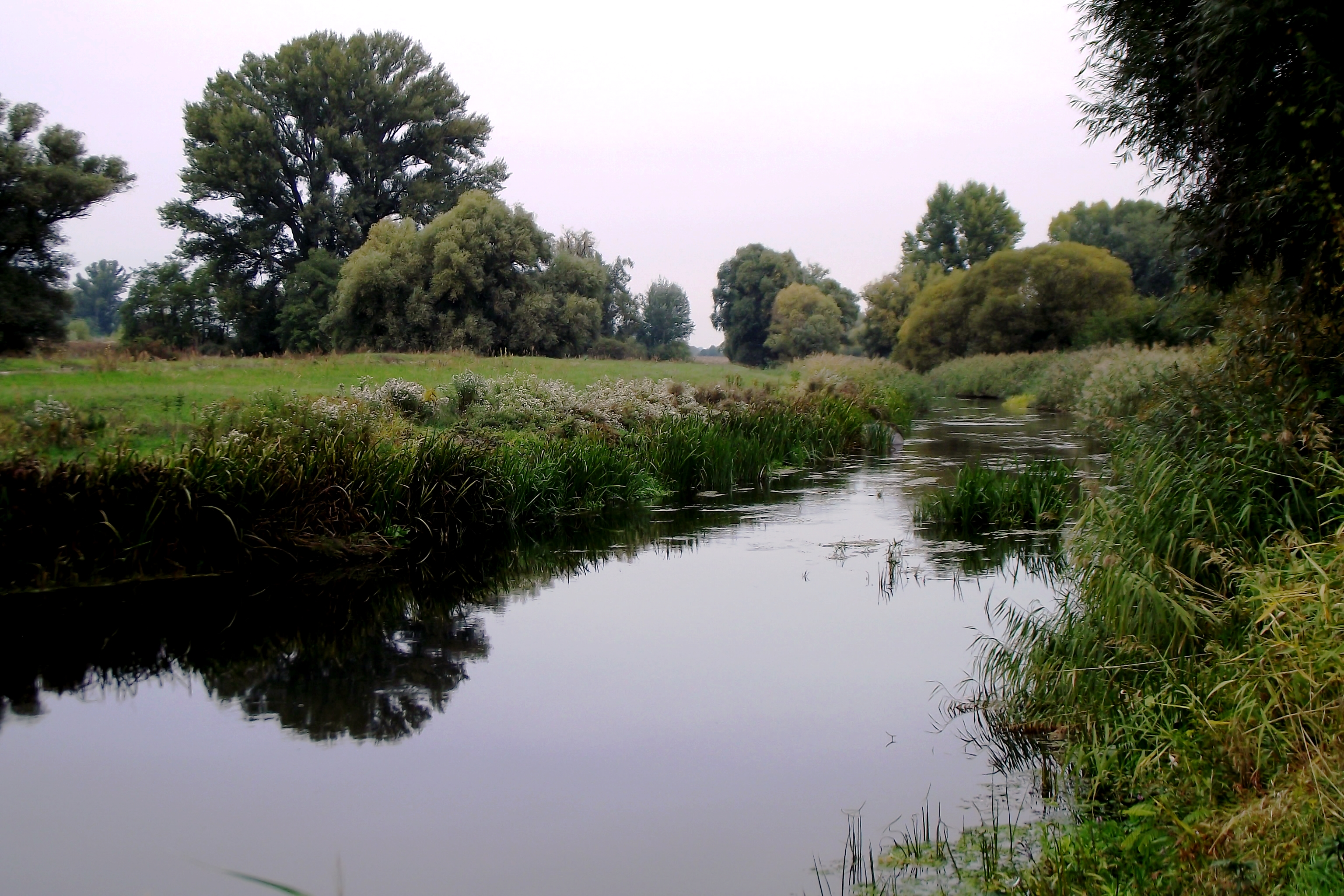
Der Fluss Marcal bei Mórichida
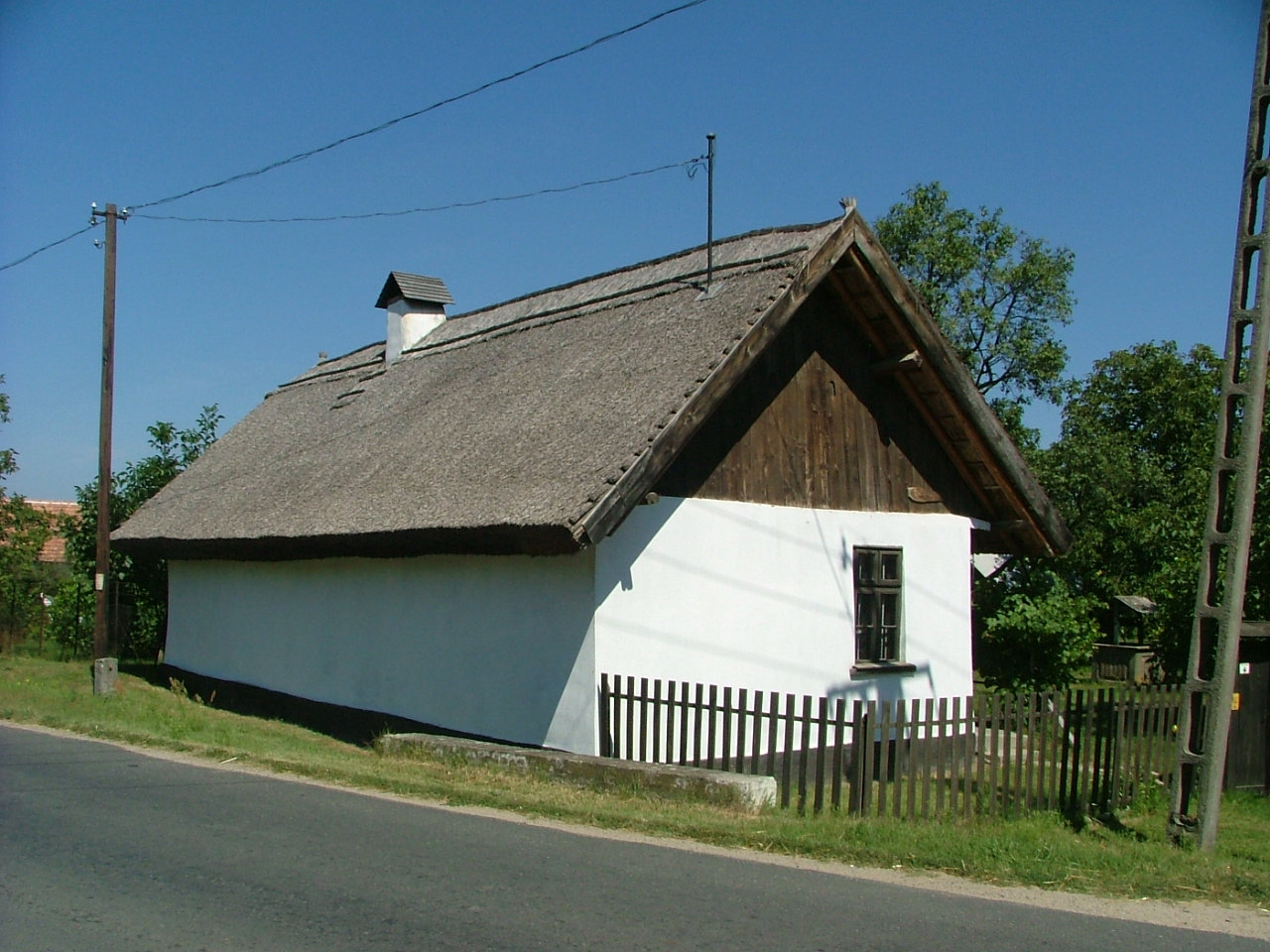
Traditionelles Bauernhaus mit Reetdach
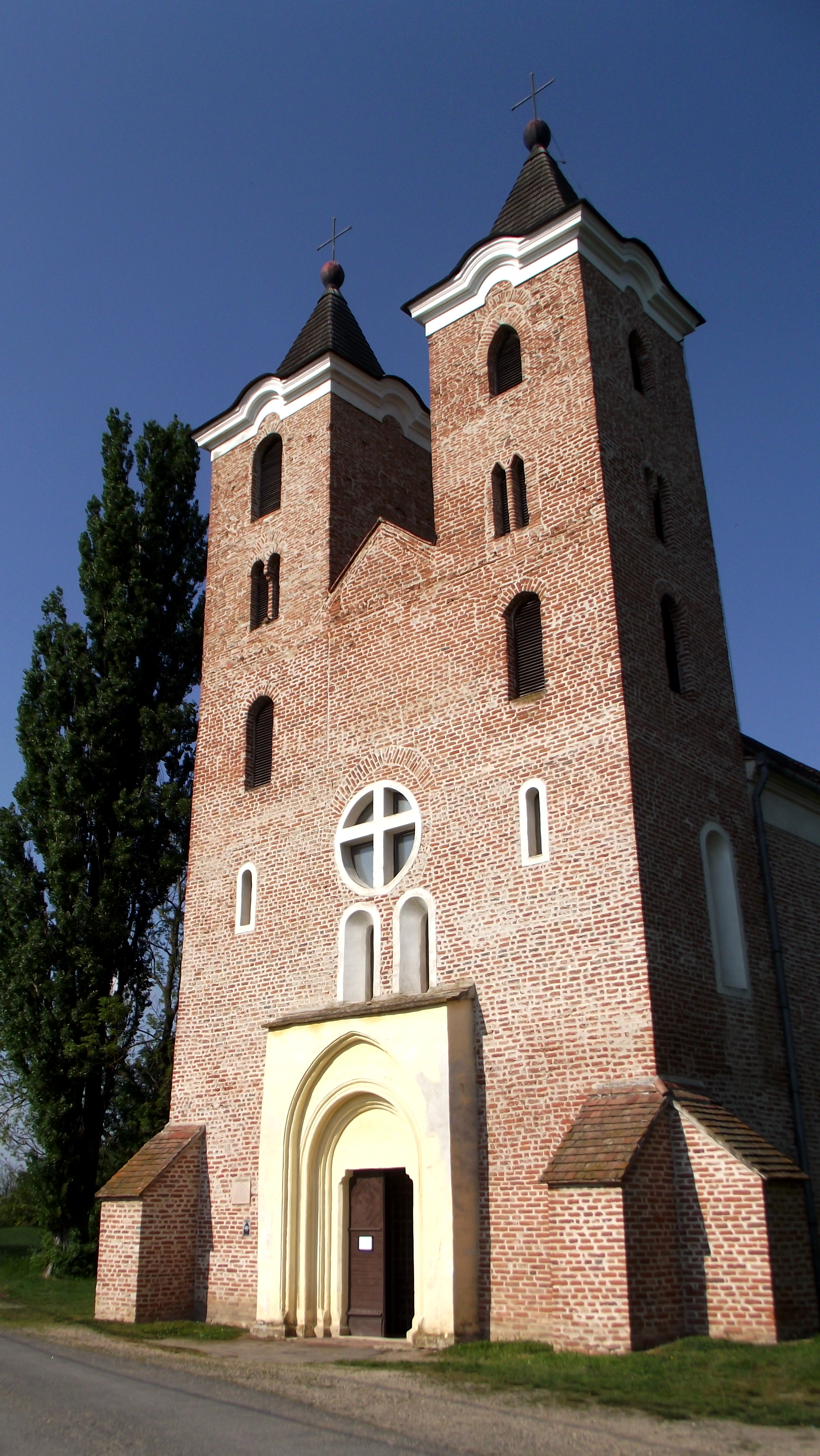
Römisch-katholische Kirche Szent Jakab apostol
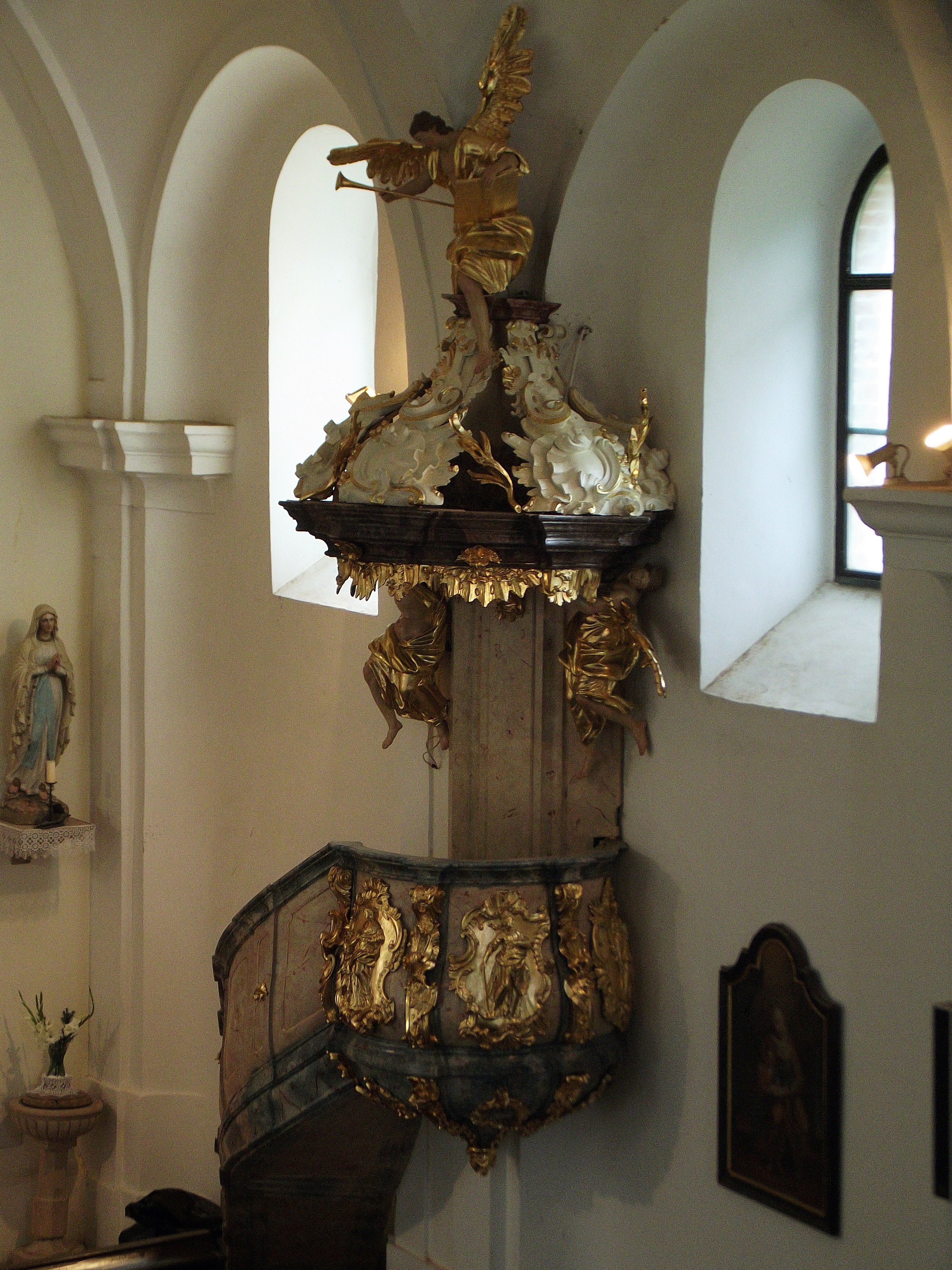
Kanzel in der römisch-katholischen Kirche

## Söhne und Töchter der Stadt
- Dániel Fehér (1890–1955), Forstingenieur und Biologe

## Verkehr
Im Ort treffen die Landstraßen Nr. 8419 und Nr. 8421 aufeinander. Es bestehen Busverbindungen nach Tét, über Rábaszentmiklós nach Kisbabot sowie über Árpás nach Egyed. Der nächstgelegene Bahnhof befindet sich knapp zehn Kilometer westlich in Egyed-Rábacsanak.